# Sakura Gakuin 2013-nendo ~Kizuna~
Albums de Sakura Gakuin
Sakura Gakuin 2012-nendo ~My Generation~
(13 mars 2013) Sakura Gakuin 2014-nendo ~Kimi ni Todoke~
(25 avril 2015)
Compilations par Sakura Gakuin
— Hōkago Anthology from Sakura Gakuin
(5 mai 2014)
Albums par BABYMETAL
BABYMETAL
(26 février 2014) TBA
Singles
1. Ganbare!!
Sortie : 9 octobre 2013
2. Jump Up ~Chiisana Yūki~
Sortie : 12 février 2014

Sakura Gakuin 2013nendo ~Kizuna~ (さくら学院 2013年度 〜絆〜) est le quatrième album studio du groupe féminin japonais Sakura Gakuin.

## Formation
- 1re génération : Marina Horiuchi ; Raura Iida ; Nene Sugisaki ; Hinata Satō
- 2e génération : Yui Mizuno ; Moa Kikuchi
- 3e génération : Rinon Isono ; Hana Taguchi
- 4e génération : Saki Ōga ; Mariri Sugimoto ; Yunano Notsu
- 5e génération : Saki Shirai ; Aiko Yamaide

## Liste des titres
| No  | Titre                                                                   | Origine ou interprètes                                            | Durée |
| --- | ----------------------------------------------------------------------- | ----------------------------------------------------------------- | ----- |
| 1.  | Mezase! Super Lady -2013nendo- ( 目指せ！スーパーレディー -2013年度–)   |                                                                   |       |
| 2.  | Makeru! Seishun Hizakozō (負ける!青春ヒザコゾウ)                        |                                                                   |       |
| 3.  | Hana*Hana                                                               |                                                                   |       |
| 4.  | Ganbare!! (顔笑れ!!)                                                    | 6e single                                                         | 5:12  |
| 5.  | Shi Yanarihan Nari Dorayaki Musume (しゃなりはんなりどら焼き娘)         | Cooking Club Minipati                                             | 4:27  |
| 6.  | Welcome to My Computer                                                  | Science Club Kagaku Kyumei Kiko LOGICA?                           | 4:35  |
| 7.  | Yosoijō no Smash (予想以上のスマッシュ)                                 | Tennis Club Pastel Wind                                           | 4:19  |
| 8.  | FRIENDS ～Unplugged 2013～                                              | Marina Horiuchi, Raura Iida, Nene Sugisaki, Hinata Satō (Year 3s) |       |
| 9.  | I・J・I                                                                 |                                                                   |       |
| 10. | Mikansei Silhouette (未完成シルエット)                                  |                                                                   | 4:24  |
| 11. | Jump Up ~Chiisana Yūki~ (Jump Up ～ちいさな勇気～)                      | 7e single                                                         | 4:42  |
| 12. | Non-stop☆Go Home Club Heave Ho!! (ノンストップ☆帰宅部 在宅わっしょい!!) | chanson bonus ; Go Home Club sleepiece                            |       |